# Exenatide
Exenatide (exendin-4), is een eiwit dat voorkomt in speeksel van het gilamonster, Heloderma suspectum, een soort hagedis. Het is opgebouwd uit 39 aminozuren en het handelspreparaat wordt chemisch gesynthetiseerd. In 1992 publiceerde Dr. John Eng een artikel over exenatide, nadat hij ontdekte dat exenatide gelijkenis vertoont met GLP-1 (glucagon-like peptide), een menselijk eiwit dat een regulerende werking heeft op de bloedsuikerspiegel. In tegenstelling tot GLP-1 wordt exenatide niet afgebroken door het enzym DPP-4, vanwege een andere aminozuursamenstelling. Het is een incretine-mimeticum. Op 29 april 2005 keurde de Amerikaanse FDA de stof goed voor gebruik als medicijn tegen diabetes type 2. Exenatide is verkrijgbaar onder de naam Byetta™; In Europa werd het op 20 november 2006 goedgekeurd. Sinds mei 2009 wordt Byetta™ in Nederland onder voorwaarde vergoed door de zorgverzekeraar.
Op 17 juni 2011 werd de wekelijkse injectie van exenatide Bydureon® Europees goedgekeurd.
Exenatide vertraagt de maaglediging en geeft zo vrij vaak misselijkheid en vermindert de eetlust. Ernstige bijwerkingen zijn een verhoogd risico op pancreatitis en acuut nierfalen. Ook zijn er onderzoeken met van exenatide afgeleide medicijnen, zoals liraglutide
Een overzichts-artikel in het Nederlands Tijdschrift voor Geneeskunde: Diamant M, Bunck MCM en Heine RJ

## Toediening
Exenatide wordt per injectie toegediend.
Het preparaat Byetta® wordt tweemaal per dag onderhuids ingespoten.
Bydureon® is beschikbaar als onderhuidse injectie die slechts eenmaal per week hoeft te worden toegediend. Het geneesmiddel zit verpakt in een polylactide-omhulling, van waaruit het langzaam vrij komt.
Sinds 2012 mag het ook worden gecombineerd met insuline.

## Eliminatie
Het geneesmiddel kan alleen via de nieren worden uitgescheiden.

## Aminozuurvolgorde
De aminozuursequentie van exenatide is:
His-Gly-Glu-Gly-Thr-Phe-Thr-Ser-Asp-Leu-Ser-Lys-Gln-Met-Glu-Glu-Glu-Ala-Val-Arg-Leu-Phe-Ile-Glu-Trp-Leu-Lys-Asn-Gly-Gly-Pro-Ser-Ser-Gly-Ala-Pro-Pro-Pro-Ser-amide
- Ala - Alanine
- Arg - Arginine
- Asp - Aspartaat
- Asn - Asparagine
- Gln - Glutamine
- Glu - Glutamaat
- Gly - Glycine
- His - Histidine
- Ile - Isoleucine
- Leu - Leucine
- Lys - Lysine
- Met - Methionine
- Phe - Fenylalanine
- Pro - Proline
- Ser - Serine
- Thr - Threonine
- Trp - Tryptofaan
- Val - Valine

## Waarschuwing na registratie door de autoriteiten
Op 14 maart 2013 bracht de Food and Drug Administration (FDA) een waarschuwing naar buiten voor een hogere kans op pancreatitis.
Ook het Europees Geneesmiddelenbureau stelt een onderzoek in.
Op 22 maart 2013 vroeg Public Citizen de FDA exenatide en liraglutide van de markt te halen en te verbieden.